# Claudia Brant
Claudia Alejandra Menkarski (Buenos Aires, 21 de julio de 1968), conocida como Claudia Brant, es una compositora, productora musical y cantante argentina radicada en Los Ángeles desde 1998. En 2019 fue ganadora del Grammy al «mejor álbum de pop latino» por Sincera. 
En su trayectoria ha compuesto más de 4000 canciones de las que ha grabado más de 1000, de todos los géneros y en diferentes idiomas (español, portugués e inglés) y por sus trabajos ha recibido numerosos discos de oro y platino. 
Sus canciones han sido grabadas por estrellas de la música como: Camila Cabello, Jessie Reyez, Carlos Santana, Alejandro Sanz, Malú, Luis Fonsi, CNCO, Leslie Grace, Barbra Streisand, Josh Groban, Ricky Martin, Ednita Nazario, Michael Bublé, Fantasia Barrino, Il Volo, Fifth Harmony, John Legend, Enrique Iglesias, Nathan Pacheco, Frankie J, Kenny G, Marc Anthony, Jennifer López, Alejandro Fernández, Paulina Rubio, Rosario Flores, Luz Casal, Pablo López, Laura Pausini, Lara Fabian, Alejandra Guzmán, Reik, Thalia, Marta Sánchez, Debi Nova, Ha*Ash, Diego Torres, Olga Tañón, Alex Cuba, Álex Ubago, Pandora, Mijares, La ley, Chayanne, La Santa Cecilia, Victor Manuelle, Lali Esposito, Tini, Piso 21, India Martínez, Kendji Girac, Girls Generation, Natalia Jiménez, etc.
En marzo de 2013, fue nombrada vicepresidenta sénior del Latin Songwriters Hall of Fame (LSHOF) fundada por Rudy Pérez y Desmond Child. También ha sido nombrada trustee del NARAS (National Academy of Recording Arts and Sciences).

## Biografía
Nació y creció en Buenos Aires. Bajo la influencia de sus padres, que escucharon a una amplia gama de música (de Frank Sinatra a Nino Bravo), Claudia Brant descubrió su amor por la música desde los seis años, cuando compuso su primera canción. Sus padres entonces le regalaron una guitarra y comenzó a tocar de oído. Estudió primero guitarra y después aprendió a tocar el bajo y el piano. Escribir versos, sin embargo, era muy fácil para ella. Su primera labor en la música fue en la grabación de jingles e incluso consiguió un contrato con un sello. Entre los 16 y 17 años, escribió canciones acerca de los problemas típicos de los adolescentes. 
«Para manejar la rima y la estructura de las canciones uno tiene que leer novela, cuento, poesía», ha explicado sobre su proceso creativo en las composiciones.
A los  22 años, firmó con Warner Music como artista y lanzó dos álbumes con mucho éxito en América del Sur.
A fines de los años 1980 hizo muy popular un sencillo llamado "Juntos" que tuvo amplia difusión en las radios argentinas. Profesionalmente, comenzó a componer a los 19 o 20 años y comenzó a cantar en 1991.
En 1998 se trasladó a California donde está radicada desde entonces para dedicarse a la carrera de compositora y productora.
Sus canciones cubren un amplio espectro de géneros: pop, rock, merengue, norteño, bolero, cumbia, reguetón, R&B, hip hop y salsa. 
Ha compuesto canciones para Jessie Reyez, Victoria La Mala, Josh Gorban, Island, Malú, Camila Cabello,  Barbara Streisand, Ricky Martin, Natalia Oreiro, David Bustamante,Girl's Generation, Michael Bublé, Fantasia, Il Volo, Fifth Harmony, John Legend, Enrique Iglesias, The Tenors, Nathan Pacheco, Frankie J, Kenny G,Marc Anthony, Jennifer López, Camila, Gisselle, Sie7e, Kaay, Pedro Fernández, Alejandro Fernández, Paulina Rubio, Rosario Flores, Gloria Trevi, Luz Casal, Lara Fabian, Alejandra Guzmán, Reik, Calibre 50, Allison Iraheta, Sergio Dalma, Noel, Thalia, Myriam, Sam Alves, Debi Nova, Playa Limbo, Ha*Ash, Pedro Capó, Babado Novo, Tito Nieves, KLB, Ednita Nazario, Diego Torres, Marta Sánchez, Cristian Castro,Dulce Maria, Kumbia Kings, Olga Tañón, Chayanne, Luis Fonsi, Gisselle, La Ley, La Santa Cecilia, Víctor Manuelle ,María Parrado, Álex Ubago y TINI, entre otros. Durante 2014, su canción "I’m not the only one“ grabada por Frankie J, destacó como end title de la exitosa película de Pantaleón y Lionsgate Entertainment "Spare Parts" protagonizada por George López y Marisa Tomei. 
También se ha asociado con compositores como David Foster, Walter A., Noel Schajris (Sin Bandera),  Gianmarco, Jorge Luis Piloto, Luis Fonsi y Gabriel Flores. Es la coautora de "Aquí estoy yo" ("Aquí estoy"), creada junto a Luis Fonsi y cantada por éste junto a David Bisbal, Aleks Syntek y Noel Schajris, que arrasó en las listas de éxitos en América Latina y España, y pasó 35 semanas en la cima de las listas de Billboard en los EE. UU. Después de ocupar el lugar # 1 de las listas latinas por un récord de 19 semanas consecutivas, la composición de Claudia para Luis Fonsi "No Me Doy Por Vencido" fue nombrada "canción de la década" por la revista Billboard. 

En otoño de 2018 lanzó Sincera, producido por Ezequiel "Cheche" Alara y Antonio "Moogie" Canazio, con dúos con Antonio Carmona, Alex Cuba, La Marisoul Hernández y Arnaldo Antunes, un álbum con el que ganó un Grammy tras 25 años de componer "en la sombra".
Entre sus colaboraciones más recientes están "Sola" de Jessie Reyez, “Lloviendo Alegría”- Malú ft. Alejandro Sanz, “Yo No Merezco Volver”- Morat, “Mas Que Suerte” & “Bandera” - Noel Schajris, “Heroes” - David Bustamante , “ Música del Corazón” - Josh Groban y “Yo Cantare” & “C’est Ma Folie” - Kendji Girac . Recientemente  ha publicado también “Nunca es tarde” - Natalia Jiménez ft Chui Navarro y “Dime que no te iras en tanto para nada” por Luis Fonsi. Actualmente esta trabajando con prometedores artistas como: Monsieur Perine (Sony Colombia), Soledad (Sony Argentina), Axel (Sony Argentina), Pity Zion ( UMG LATIN new signee) y Milck (Atlantic). 

Sus canciones han aparecido también en numerosas películas, incluyendo Ladrón que roba a ladrón y Spare Parts (Lionsgate).

## Premios y reconocimientos
Ganó el Festival OTI de la Canción de 1991 celebrado en México con el tema ¿Adónde estás ahora? y en 1994 se transformó en la primera representante de su país en ganar el Festival Internacional de la Canción de Viña del Mar con el tema Como ayer.
Ha sido nominada a cinco Latin Grammys como compositora, artista y productora y galardonada como Compositor del Año de SESAC Latina tres veces consecutivas en los Estados Unidos (2006-07-08). En el 2010 obtuvo tres premios internacionales: el Grammy Latino 2009 (de la Academia Latina de la Grabación de Estados Unidos) en Las Vegas por su canción "Aquí estoy yo", el Premio Oye 2009 (Academia de Música de México) en Guanajuato, México por "No me doy por vencido" en la categoría de Canción del Año, y el título de Compositor del Año 2009 otorgado por la Convención Monitor Latino en Los Ángeles, California.
SESAC la nombró Compositora Latina 3 años consecutivos (2007-2008-2009) y ASCAP la nombró Compositora Latina del Año en 2012 y 2015.
En octubre de 2016 ingresó en el Salón de la Fama de los Compositores Latinos.
Fue nombrada ‘Secret Genius Latin Ambassador’ por Spotify en 2017 y fue anfitriona y curadora del primer Latin Songcamp para Spotify en Miami (febrero de 2018) con la participación de Natalia Jiménez, Carlos Rivera, India Martínez, Motiff, Mosty, Feid, Fernando Osorio y varias otras estrellas.
Claudia actualmente se desempeña como fideicomisaria nacional en The Recording Academy (sección LA). También fue nombrada VP de la Costa Oeste en The Latin Songwriters Hall of Fame, donde fue admitida en 2016. Además, ha sido nominada dos veces para la Junta de Directores de ASCAP.  
En 2019 recibió el Grammy 2019 al Mejor Álbum de Pop Latino por su último trabajo discográfico 'Sincera'. Recibió el premio junto a los productores Moogie Canazio y Cheche Alara.

## Discografía
- 1989: Entonces vale la pena - Melopea Discos
- 1992: Claudia Brant - Warner Music Argentina
- 1995: Tu marca en el alma - Melopea Discos
- 2007: Por capricho - Brantones Records
- 2011: Manuscrito - Brantones Records
- 2018: Sincera - Brantones Records

## Singles
- 1992: "Juntos / Una más" - Warner Music Argentina